# Феррарис, Амалия
Амалия Феррарис (итал. Amalia Ferraris; 1830—1904) — итальянская балерина.

## Биография
Амалия Феррарис родилась в 1830 году в городе Вогера. После обучения в Турине она посещала балетную школу в Академии Ла Скала под руководством Карло Блазиса.
В 1850-х годах она посетила с гастролями Лондон, Вену, Рим, Париж и другие европейские города. 
В сезон 1858 года Амалия Феррарис выступала в Санкт-Петербурге. 
Согласно «ЭСБЕ», Феррарис «была одной из самых выдающихся балерин своего времени, отличаясь поразительной грацией и легкостью; создала целый ряд хореографических ролей».
Амалия Феррарис скончалась 1 апреля 1904 года во Флоренции.